# Pyranthus ambatoana
Pyranthus ambatoana là một loài thực vật có hoa trong họ Đậu. Loài này được (Baill.) Du Puy & Labat miêu tả khoa học đầu tiên.